# Álvaro Rodríguez Muñoz
Álvaro Daniel Rodríguez Muñoz (Palamós, Gerona, 14 de julio de 2004), más conocido deportivamente como Álvaro Rodríguez, es un futbolista hispano-uruguayo. Se desempeña como delantero en el Elche Club de Fútbol de la Primera División de España.
Es hijo del exfutbolista uruguayo Daniel «Coquito» Rodríguez.

## Trayectoria
Sus inicios en el fútbol fueron en el Global Palamós, pasando posteriormente a las filas del Gironès-Sàbat primero y luego al cadete del  Girona F. C., desde donde fue fichado por el Real Madrid con 16 años. En la temporada 2021-22 se incorporó al Real Madrid Castilla en Primera Federación. El 24 de octubre de 2021, hace su debut con el filial en un encuentro frente al Atlético Sanluqueño C. F. que acabaría con derrota por 3 goles a 1.
El 3 de enero de 2023 debutó con el primer equipo del Real Madrid en un partido de Copa del Rey contra el C. P. Cacereño tras entrar en el minuto 68 como sustituto de Eden Hazard. El 18 de febrero de 2023 debutó en Primera División, contra C. A. Osasuna, sustituyendo a Rodrygo Goes. En dicho encuentro dio una asistencia de gol. Siete días más tarde en el derbi madrileño con 18 años y 226 días se convirtió en el jugador más joven en marcar en un derbi en el siglo XXI.

## Selecciones nacionales
Fue internacional con España sub-18, participando en los Juegos Mediterráneos de 2022. A pesar de ello ha manifestado su deseo de representar a Uruguay. En enero de 2023 fue convocado por la selección sub-20 uruguaya para el Campeonato Sudamericano sub-20 disputado en Colombia, en el que hizo 5 goles en 7 partidos.

### Participaciones con las categorías inferiores
| Torneo                      | Selección      | Sede     | Resultado    | Partidos | Goles |
| --------------------------- | -------------- | -------- | ------------ | -------- | ----- |
| Juegos Mediterráneo de 2022 | España sub-18  | Argelia  | Primera fase | 4        | 1     |
| Sudamericano sub-20 de 2023 | Uruguay sub-20 | Colombia | Subcampeón   | 7        | 5     |

## Estadísticas

### Clubes
Actualizado al último partido disputado el 9 de marzo de 2025.
| Club                                | Div.          | Temporada     | Liga  | Liga  | Liga   | Copas nacionales | Copas nacionales | Copas nacionales | Copas internacionales | Copas internacionales | Copas internacionales | Total | Total | Total  |
| Club                                | Div.          | Temporada     | Part. | Goles | Asist. | Part.            | Goles            | Asist.           | Part.                 | Goles                 | Asist.                | Part. | Goles | Asist. |
| ----------------------------------- | ------------- | ------------- | ----- | ----- | ------ | ---------------- | ---------------- | ---------------- | --------------------- | --------------------- | --------------------- | ----- | ----- | ------ |
| Real Madrid Castilla C. F. · España | 1.ª F         | 2021-22       | 17    | 4     | 4      | ―                | ―                | ―                | ―                     | ―                     | ―                     | 17    | 4     | 4      |
| Real Madrid Castilla C. F. · España | 1.ª F         | 2022-23       | 28    | 7     | 3      | ―                | ―                | ―                | ―                     | ―                     | ―                     | 28    | 7     | 3      |
| Real Madrid Castilla C. F. · España | 1.ª F         | 2023-24       | 34    | 10    | 2      | ―                | ―                | ―                | ―                     | ―                     | ―                     | 34    | 10    | 2      |
| Real Madrid Castilla C. F. · España | Total club    | Total club    | 79    | 21    | 9      | 0                | 0                | 0                | 0                     | 0                     | 0                     | 79    | 21    | 9      |
| Real Madrid C. F. · España          | 1.ª           | 2022-23       | 6     | 1     | 1      | 2                | 0                | 0                | 0                     | 0                     | 0                     | 8     | 1     | 1      |
| Real Madrid C. F. · España          | 1.ª           | 2023-24       | 1     | 0     | 0      | 1                | 0                | 0                | 0                     | 0                     | 0                     | 2     | 0     | 0      |
| Real Madrid C. F. · España          | Total club    | Total club    | 7     | 1     | 1      | 3                | 0                | 0                | 0                     | 0                     | 0                     | 10    | 1     | 1      |
| Getafe C. F. · España               | 1.ª           | 2024-25       | 16    | 2     | 0      | 4                | 1                | 1                | 0                     | 0                     | 0                     | 20    | 3     | 1      |
| Getafe C. F. · España               | Total club    | Total club    | 16    | 2     | 0      | 4                | 1                | 1                | 0                     | 0                     | 0                     | 20    | 3     | 1      |
| Total carrera                       | Total carrera | Total carrera | 102   | 24    | 10     | 7                | 1                | 1                | 0                     | 0                     | 0                     | 109   | 25    | 11     |

## Palmarés

### Títulos nacionales
| Título                     | Club              | País   | Año  |
| -------------------------- | ----------------- | ------ | ---- |
| Copa del Rey               | Real Madrid C. F. | España | 2023 |
| Supercopa de España        | Real Madrid C. F. | España | 2024 |
| Primera División de España | Real Madrid C. F. | España | 2024 |